# Rémálom az Elm utcában 5. – Az álomgyerek
A Rémálom az Elm utcában 5. – Az álomgyerek (eredeti cím: A Nightmare on Elm Street: The Dream Child) 1989-ben megjelent amerikai slasher film, melyet Leslie Bohem forgatókönyvéből Stephen Hopkins rendezett. A Rémálom az Elm utcában-filmsorozat ötödik része. A főbb szerepekben Lisa Wilcox és Robert Englund látható, utóbbi ismét Freddy Kruegerként tűnik fel. Krueger az immár terhes Alice Johnson gyermekének álmait használja fel arra, hogy újabb áldozatokat követeljen.
A film hangvétele sokkal sötétebb, mint az előző filmeké. A legtöbb jelenetben blue filter világítási technikát alkalmaznak. Ez volt az 1980-as években megjelent utolsó slasher-filmek egyike.
Az Álomgyerek 1989. augusztus 11-én került az amerikai mozikba. 8 millió dolláros költségvetésből 22,1 milliós bevételt hozott, ami jelentős visszaesést jelent az Álomharcosok és Az álmok ura bevételeihez képest. Ugyanakkor még így is kasszasikernek számított, az 1989-es év legnagyobb bevételt hozó slasherfilmjeként. Kritikai szempontból többnyire negatív visszajelzéseket kapott.
A film folytatását 1991-ben mutatták be Rémálom az Elm utcában 6. – Freddy halála: Az utolsó rémálom címmel.

## Cselekmény
A történet közvetlenül a 4. rész után folytatódik. Alice Johnson viszonylag rendezett életet él, és kapcsolatban áll Dan Jordannel. Amikor terhes lesz, Freddy Krueger megpróbál visszatérni az anyaméhben lévő születendő gyermek álmain keresztül.
Az álomvilágában Alice nemcsak Kruegerrel, hanem kisfiával, Jacobbal is találkozik. Azzal a nehézséggel találja szemben magát, hogy Krueger mindenáron meg akarja győzni Jacobot, és ezzel manipulálja őt a saját céljai érdekében. Jacob a két határ között vergődik, és nem tudja, kinek higgyen: az anyjának vagy a "furcsa kezű" férfinak. Amikor Jacob látja, Freddy milyen szörnyű, amiért Dannek adta ki magát és Jacob szeme láttára megölte, az anyja mellé áll. Együtt sikerül végezniük a férfit, Jacob azonban eltűnik.

## Szereplők
| Színész           | Szerep         | Magyar hang                           | Magyar hang         |
| Színész           | Szerep         | 1. szinkron (Mafilm Audio Kft., 1992) | 2. szinkron (2000)  |
| ----------------- | -------------- | ------------------------------------- | ------------------- |
| Robert Englund    | Freddy Krueger | Varga Tamás                           | Harsányi Gábor      |
| Lisa Wilcox       | Alice Johnson  | Nyírő Beáta                           | Dögei Éva           |
| Kelly Jo Minter   | Yvonne         | Prókai Annamária                      | Somlai Edina        |
| Danny Hassel      | Dan Jordan     | Háda János                            | Markovics Tamás     |
| Erika Anderson    | Greta Gibson   | Kökényessy Ági                        | Kiss Virág Magdolna |
| Nicholas Mele     | Dennis Johnson | Várkonyi András                       | Horányi László      |
| Joe Seely         | Mark Gray      | Zalán János                           | Bolba Tamás         |
| Valorie Armstrong | Mrs. Jordan    | N/A                                   | Bessenyei Emma      |
| Burr DeBenning    | Mr. Jordan     | N/A                                   | N/A                 |
| Whit Hertford     | Jacob          | Simonyi Balázs                        | Kováts Dániel       |
| Steven Grives     | Dr. Moore      | Wohlmuth István                       | N/A                 |

## Filmzene
| #   | Cím                                     | Előadó           | Hossz |
| --- | --------------------------------------- | ---------------- | ----- |
| 1.  | Bring Your Daughter... to the Slaughter | Bruce Dickinson  | 5:03  |
| 2.  | Heaven in the Back Seat                 | Romeo's Daughter | 3:58  |
| 3.  | Savage                                  | W.A.S.P.         | 3:28  |
| 4.  | Can't Take the Hurt                     | Mammoth          | 4:21  |
| 5.  | What Do You Know About Rock 'n' Roll    | Slave Raider     | 3:34  |
| 6.  | Any Way I Gotta Swing It                | Whodini          | 4:30  |
| 7.  | Now I Lay Me Down                       | Samantha Fox     | 4:17  |
| 8.  | Let's Go                                | Kool Moe Dee     | 5:25  |
| 9.  | Word Up Doc!                            | Doctor Ice       | 3:24  |
| 10. | Livin' in the Jungle                    | Schoolly D       | 3:36  |

Bruce Dickinson, az Iron Maiden énekese írta és adta elő a "Bring Your Daughter... to the Slaughter" című dalt. A dal Iron Maidennel felvett második verziója lett az együttes egyetlen Number 1 kislemeze az Egyesült Királyságban, amikor 1990 decemberében megjelent.

## Bevételi adatok
A filmet 1989. augusztus 11-én mutatták be Észak-Amerikában, 1902 moziban. Az első hétvégén 8,1 millió dollárral nyitott, ezzel alulmaradva a Vásott szülők (9,7 millió dollár) és James Cameron A mélység titka (9,3 millió dollár) című filmekkel szemben. A második hétvégi bevételi listán 3,6 millió dolláros bevétellel a 8. helyen végzett, majd a harmadik és a negyedik hétvégén a 11., illetve a 14. helyen kiesett a top 10-es listáról. Összesen 22,1 millió dollárt hozott az amerikai jegypénztáraknál.
A film az 1989-ben megjelent legnagyobb bevételt hozó slasher-filmje lett, továbbá a második legkevesebb bevételt hozó Rémálom az Elm utcában-film. Az Egyesült Államokban bemutatott ötven legnagyobb bevételt hozó film közül a negyvenharmadik, a Box Office Mojo által listázott slasher-filmek közül pedig a harminchetedik helyen végzett.

## Médiakiadás
A film 1989. december 20-án jelent meg VHS-en és Laserdisc-en.[forrás?]

## Fordítás
- Ez a szócikk részben vagy egészben  az   A Nightmare on Elm Street 5: The Dream Child című angol Wikipédia-szócikk fordításán alapul.  Az eredeti cikk szerkesztőit annak laptörténete sorolja fel. Ez a jelzés csupán a megfogalmazás eredetét és a szerzői jogokat jelzi, nem szolgál a cikkben szereplő információk forrásmegjelöléseként.